# Sayner
Sayner ist eine Siedlung auf gemeindefreiem Gebiet im Vilas County im US-amerikanischen Bundesstaat Wisconsin. Zu statistischen Zwecken ist der Ort zu einem Census-designated place (CDP) zusammengefasst worden. Im Jahr 2010 hatte Sayner 207 Einwohner.

## Geografie
Sayner liegt in einer wald- und seenreichen Landschaft im Norden Wisconsins am Plum Lake, der über den Plum Creek, den St. Germain River und den Wisconsin River zum Stromgebiet des Mississippi gehört. 
Die geografischen Koordinaten von Sayner sind 45°59′10″ nördlicher Breite und 89°31′58″ westlicher Länge. Der Ort erstreckt sich über eine Fläche von 4,73 km² und ist der Hauptort der Town of Plum Lake.
Nachbarorte von Sayner sind Star Lake (11 km nordöstlich), Eagle River (28,4 km ostsüdöstlich), St. Germain (7,5 km südöstlich), Arbor Vitae (18 km südwestlich) und Boulder Junction (23,8 km nordwestlich).
Die nächstgelegenen größeren Städte sind Green Bay am  Michigansee (274 km südöstlich), Appleton (265 km südsüdöstlich), Wisconsins größte Stadt Milwaukee (419 km in der gleichen Richtung), Wausau (136 km südlich), Wisconsins Hauptstadt Madison (361 km in der gleichen Richtung), Eau Claire (281 km südwestlich), die Twin Cities in Minnesota (374 km westsüdwestlich), Duluth am Oberen See in Minnesota (261 km westnordwestlich) und Sault Ste. Marie in der kanadischen Provinz Ontario (494 km ostnordöstlich, gegenüber von Sault Ste. Marie, Michigan).

## Verkehr
Der Wisconsin State Highway 155 erreicht in Sayner seinen nördlichen Endpunkt. Alle weiteren Straßen sind untergeordnete Landstraßen, teils unbefestigte Fahrwege sowie innerörtliche Verbindungsstraßen.
Mit dem Eagle River Union Airport befindet sich 26 km ostsüdöstlich ein kleiner Flugplatz. Der nächste Verkehrsflughafen ist der Rhinelander–Oneida County Airport (60 km südlich).

## Bevölkerung
Nach der Volkszählung im Jahr 2010 lebten in Sayner 207 Menschen in 97 Haushalten. Die Bevölkerungsdichte betrug 43,8 Einwohner pro Quadratkilometer. In den 97 Haushalten lebten statistisch je 2,13 Personen. 
Ethnisch betrachtet bestand die Bevölkerung mit vier Ausnahmen nur aus Weißen. Unabhängig von der ethnischen Zugehörigkeit waren 4,3 Prozent der Bevölkerung spanischer oder lateinamerikanischer Abstammung. 
17,4 Prozent der Bevölkerung waren unter 18 Jahre alt, 56,5 Prozent waren zwischen 18 und 64 und 26,1 Prozent waren 65 Jahre oder älter. 49,8 Prozent der Bevölkerung waren weiblich.
Das mittlere jährliche Einkommen eines Haushalts lag bei 42.321 USD. Das Pro-Kopf-Einkommen betrug 24.153 USD. 15,7 Prozent der Einwohner lebten unterhalb der Armutsgrenze.